# Międzywodzie (kanał)
Międzywodzie – kanał na Wyspie Młyńskiej w Bydgoszczy.

## Położenie
Międzywodzie znajduje się we wschodniej części Wyspy Młyńskiej w Bydgoszczy dzieląc ją na dwie części.
Woda w kanale spływa z Młynówki do Brdy.

## Historia
Międzywodzie jest kanałem, a może starorzeczem Brdy, które dzieliło Wyspę Młyńską na części:
- wschodnią, gdzie rozlokowała się mennica oraz
- zachodnią - gospodarczą, gdzie zlokalizowane były młyny, folusze, tartak[1].

Nurt wody w kanale napędzał urządzenia mennicze (zwłaszcza najważniejsze urządzenie mennicy - pięciokołowy wark i strzygalnię) oraz inne manufaktury. W latach 20. XIX w. strzygalnię mennicy zastąpił młyn ponownie napędzany przez nurt Międzywodzia. Jego następcą od 1861 r. był młyn parowy – obecny Czerwony Spichlerz na Wyspie Młyńskiej.
W latach 60. XIX wieku w nurcie Międzywodzia urządzono kąpielisko tzw. Wellenbad z inicjatywy oficerów pruskiego garnizonu. Miało ono wymiary basenu 10 na 25 metrów, a mogło z niego korzystać jednocześnie ok. 60 osób. Napełniało się wodą przechodzącą przez koła młyńskie, które wytwarzało kipiel z pianą. Dla celów kąpieli wybudowano specjalne ceglane nabrzeże oraz barak, który służył jako szatnia. Z takiej pianowej kąpieli skorzystał nawet cesarz niemiecki Fryderyk III, zięć brytyjskiej królowej Wiktorii. Uważał on Wellenbad za jedno z najważniejszych atrakcji Bydgoszczy.
Kąpielisko przetrwało do I wojny światowej, po czym zapomniane, w naturalny sposób zostało zasypane niesionym przez rzekę piaskiem. Nie odbudowano go już nigdy.
Międzywodzie w XX wieku straciło znaczenie gospodarcze (do napędu młynów). Kanał zasypano w latach 60. XX wieku, a w wyniku tego obszar Wyspy Młyńskiej nie był już podzielony na części.
Od ok. 2000 r. władze miasta Bydgoszczy rozpoczęły starania w celu rewitalizacji Wyspy Młyńskiej. Jednym z najważniejszych postulatów było odtworzenie kanału Międzywodzie przez co zostałaby przywrócona historyczna Wyspa Mennicza.
Prace te przeprowadzono w ramach programu Rewitalizacja Wyspy Młyńskiej na cele rozwoju przedsiębiorczości w latach 2005-2007. Kanał został odtworzony ostatecznie w formie kaskady. Woda popłynęła tędy ponownie 18 grudnia 2007 roku. Wiosną 2018 przeprowadzono remont niecki i ścian kanału.

## Charakterystyka
Woda w kanale Międzywodzie spływa z rzeki Młynówki do Brdy dzięki różnicy wysokości sięgającej 3 m. W części dolnej  spływa grawitacyjnie, natomiast w górnej - jest pompowana. Kanał ma około 50 cm głębokości. Jego dno jest wyłożone granitowymi płytami. Wokół kanału urządzono drewniane nabrzeża oraz mostki oraz wyremontowano istniejące budynki, które są obecnie przeznaczone na cele muzealne. Całość po zmroku jest podświetlana lampami.